# Marc-Antoine Olivier
Marc-Antoine Olivier (ur. 18 czerwca 1996 w Denain) – francuski pływak długodystansowy, brązowy medalista igrzysk olimpijskich.

## Kariera pływacka
W 2015 roku na mistrzostwach świata w Kazaniu zajął szóste miejsce na dystansie 10 km na otwartym akwenie i dzięki temu wywalczył kwalifikację na igrzyska olimpijskie. W drużynowej konkurencji 3 × 5 km był jedenasty.
Rok później, podczas igrzysk olimpijskich w Rio de Janeiro wywalczył brązowy medal w konkurencji 10 km na otwartym akwenie.
Na mistrzostwach świata w Budapeszcie w 2017 roku zwyciężył na 5 km na otwartym akwenie i zdobył brązowy medal na dystansie dwukrotnie dłuższym.